# ۱۲۸۳ (قمری)
۱۲۸۳ (قمری)، هزار و دویست و هشتاد و سومین سال در گاهشماری هجری قمری است. اول محرم این سال برابر با شانزدهم مه سال ۱۸۶۶ میلادی است.

## زادگان
- حسن اسفندیاری : سیاستمدار ایرانی و رئیس مجلس شورای ملی .

## وابسته
- ابوالحسن غفاری
- عبرت نایینی